# Ryōichi Kawakatsu
Ryōichi Kawakatsu (jap. 川勝 良一, Kawakatsu Ryōichi; * 5. April 1958 in der Präfektur Kyōto) ist ein ehemaliger japanischer Fußballspieler und jetziger -trainer.

## Nationalmannschaft
1981 debütierte Kawakatsu für die japanische Fußballnationalmannschaft. Kawakatsu bestritt 13 Länderspiele.

## Errungene Titel
- Japan Soccer League: 1983, 1984, 1986/87
- Kaiserpokal: 1984, 1986, 1987